# Estatua de Manolo Vázquez

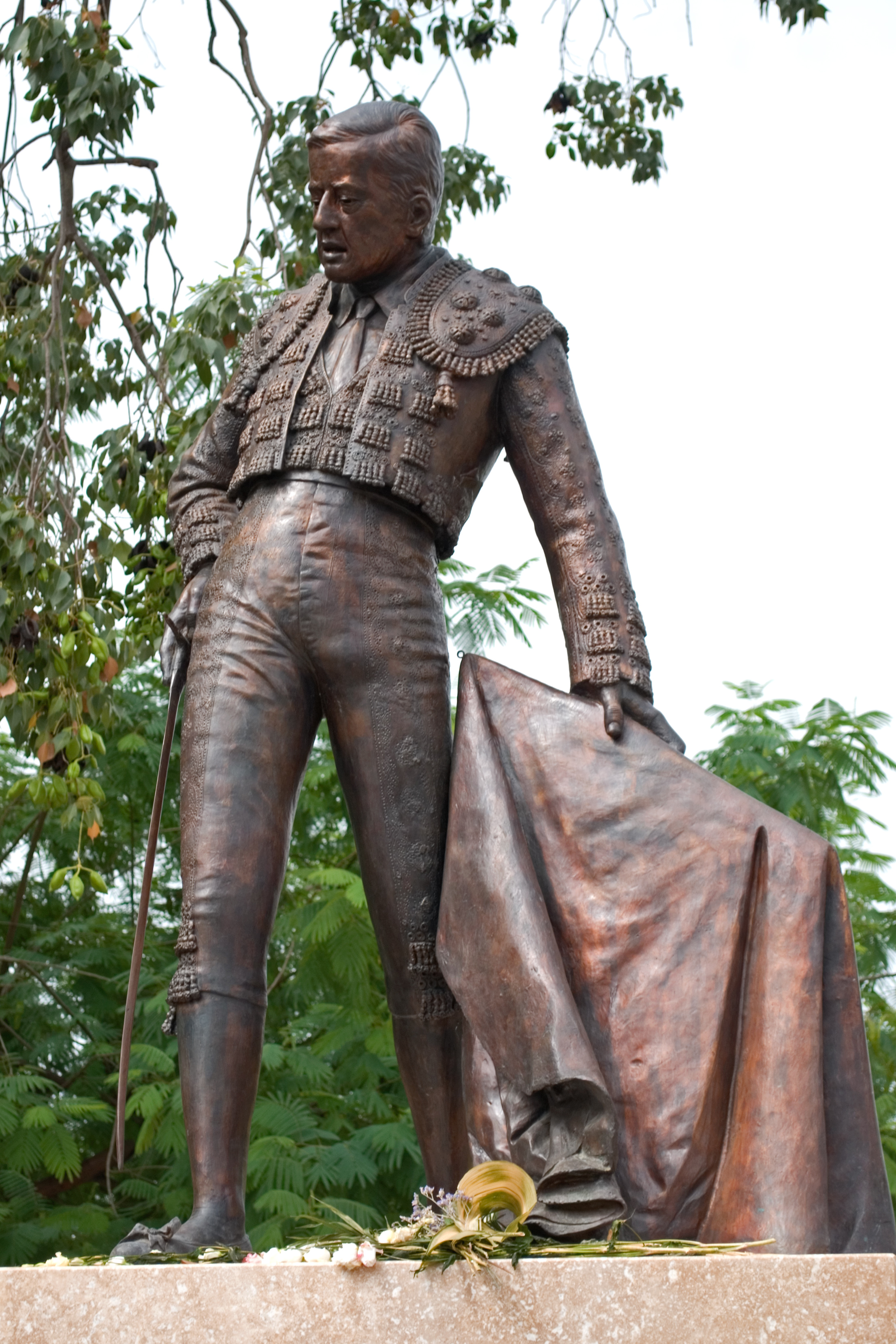
Estatua dedicada al torero en su ciudad natal.

La estatua a Manolo Vázquez es un monumento dedicado al torero sevillano Manolo Vázquez (1930-2005), realizada en el año 2005 por el escultor Luis Álvarez Duarte, y situada frente a la plaza de toros de Sevilla, en el barrio del Arenal de la ciudad de Sevilla (Andalucía). 
La estatua se colocó el 11 de junio de 2006 en su emplazamiento, está bañada en cobre, tiene una altura de 180 centímetros, sin contar el pedestal, y muestra al torero vestido de luces y "citando un natural, precisamente en su última corrida lidiada en Bilbao", tal y como manifestó su autor.